# 三池平古墳
三池平古墳（みいけだいらこふん）は、静岡県静岡市清水区山切・原にある古墳。古墳時代中期初頭（5世紀初め）に築造されたと推定される前方後円墳で、静岡県の史跡に指定されている。

## 概要
静岡市立清水庵原中学校北側に位置する、砥鹿神社鎮座の丘陵天頂にあり、標高は海抜55メートルである。
古墳の規模は、全長65メートル、後円部径43メートル、後円部高さ5メートル、前方部幅36メートル、前方部高さ3.2メートルである。前方部を南東に向ける。墳丘は3段築造だが、1段目は南西側の部分的にしか存在しない。また周溝も墳丘裾の北側から東側にのみある。墳丘裾の一部には敷石が敷かれていた。また墳丘上には壺形埴輪が置かれていた。
1956年（昭和31年）にみかん畑の農作業中に発見され、1958年（昭和33年）に当時の庵原村により発掘調査が行われた。
その結果、後円部頂部に主軸を北東-南西方向にとり、枌石（へぎいし：板石のこと）を積み上げて上部に7枚の天井石を載せ、内部を粘土で覆った竪穴式石室が見つかり、その中に安山岩製の割竹形石棺が納められていた。
石棺内は朱が塗られ、やや若い男性の白骨遺体のほか、車輪石・石釧・小玉・管玉などの装身・装飾具が納められていた。また、石室の枌石をずらすことで石棺との隙間に設けられた棚状の部分には、変形方格規矩四神鏡・四獣文鏡の銅鏡2面のほか、筒形銅器や紡錘車形石製品・帆立貝形石製品、大刀・刀子・剣・鏃などの鉄製武器、斧・鎌・鍬先などの鉄製農具が納められていた。
このような構造の埋葬施設をもつ古墳は三池平古墳より以東にはなく、副葬品も特殊なものがあることから、谷津山古墳などに次ぐ庵原地域の有力首長墓と考えられている。この地域を治めたとされる庵原氏との関連性も想定されている。

## 文化財
1992年（平成4年）11月20日に当時の清水市の史跡に指定されていたが、2001年（平成13年）3月15日に静岡県の指定史跡となり、2009年（平成21年）に整備工事が完了した。専用駐車場も完備されているが新型コロナウィルスの対応期間中は一時使用不可となっていた（2020年（令和2年）5月25日から使用再開）。
また出土遺物は静岡市埋蔵文化財センターが保管・展示している。

## ギャラリー

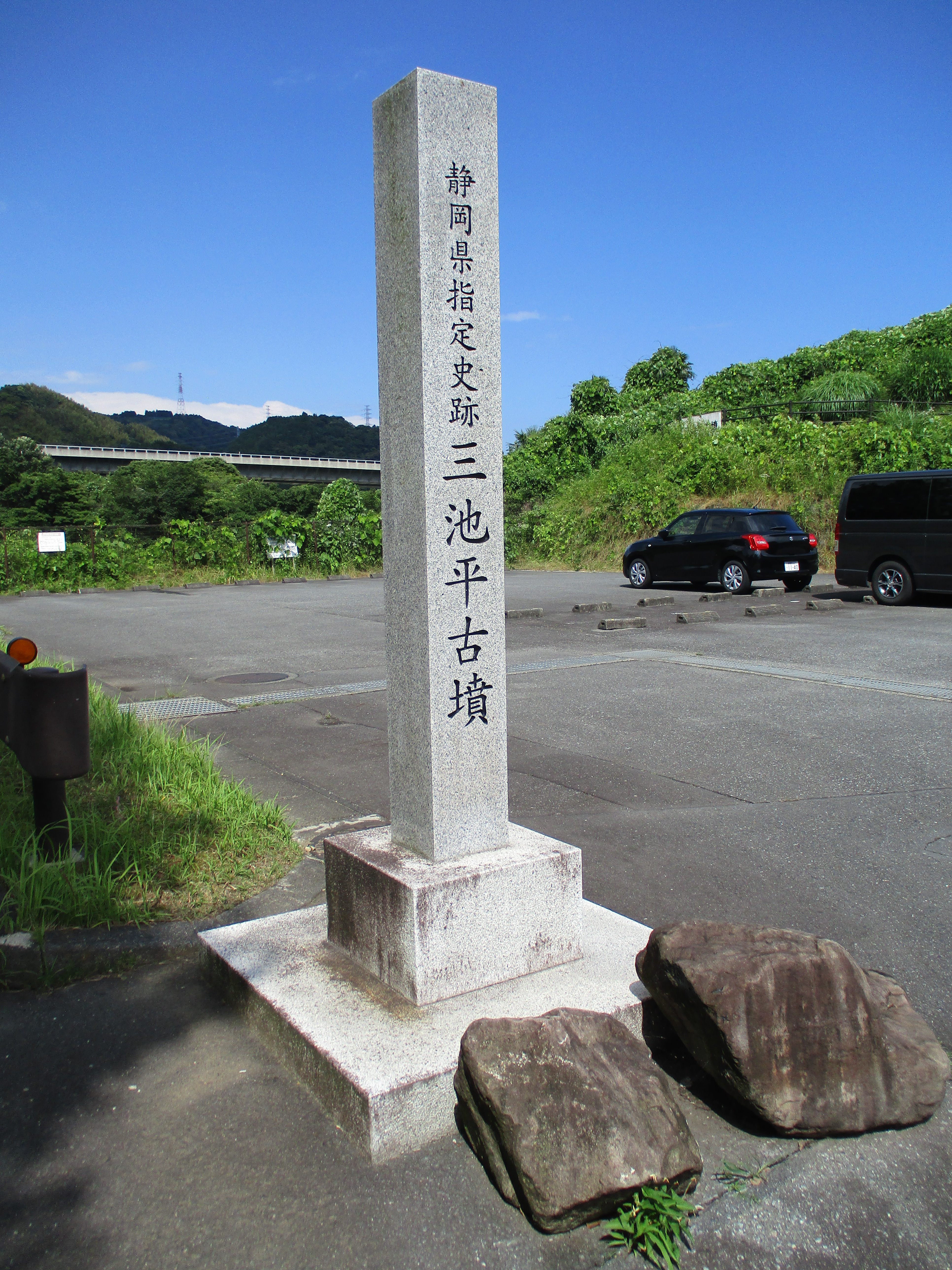
石碑
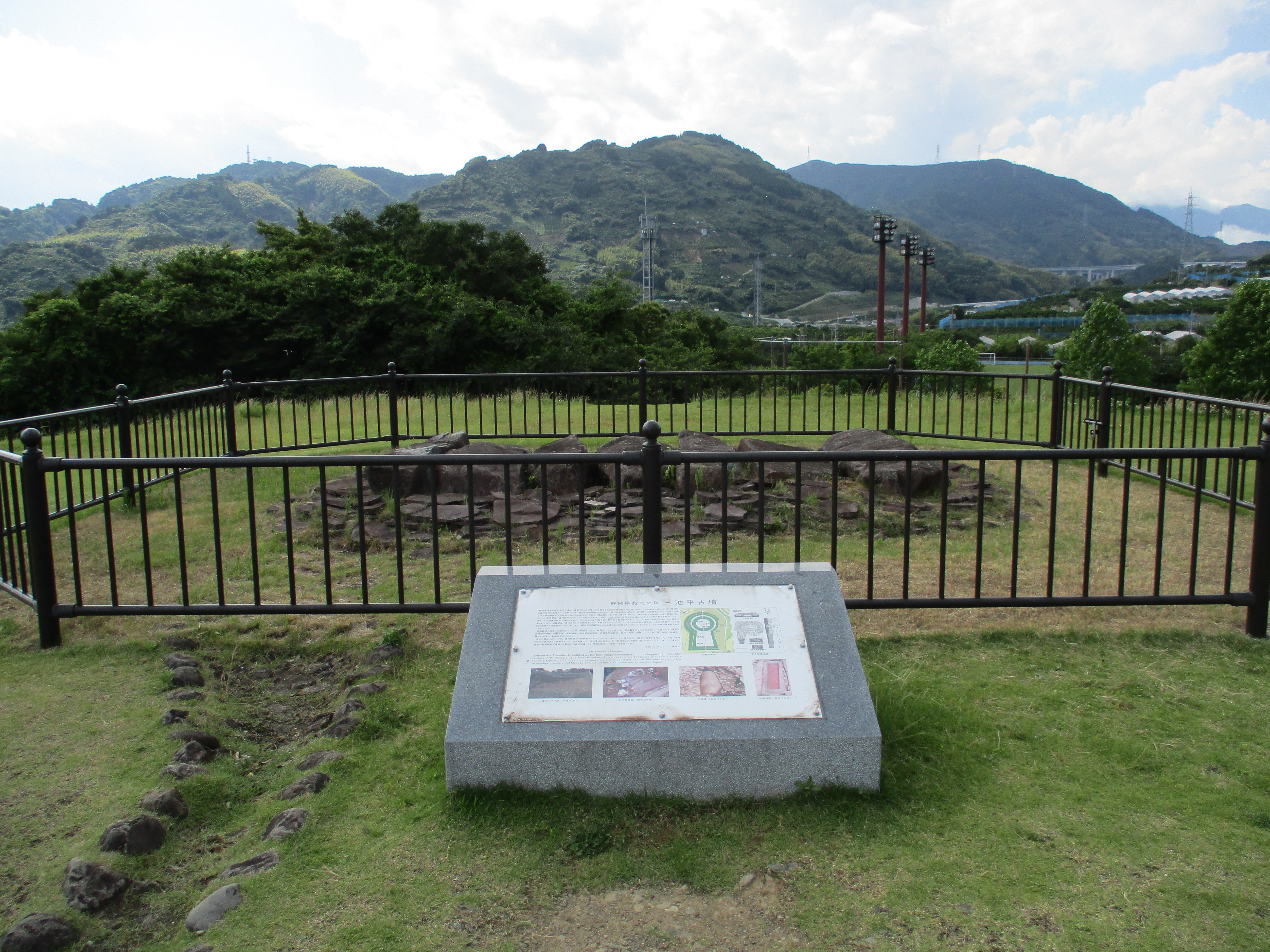
後円部頂部
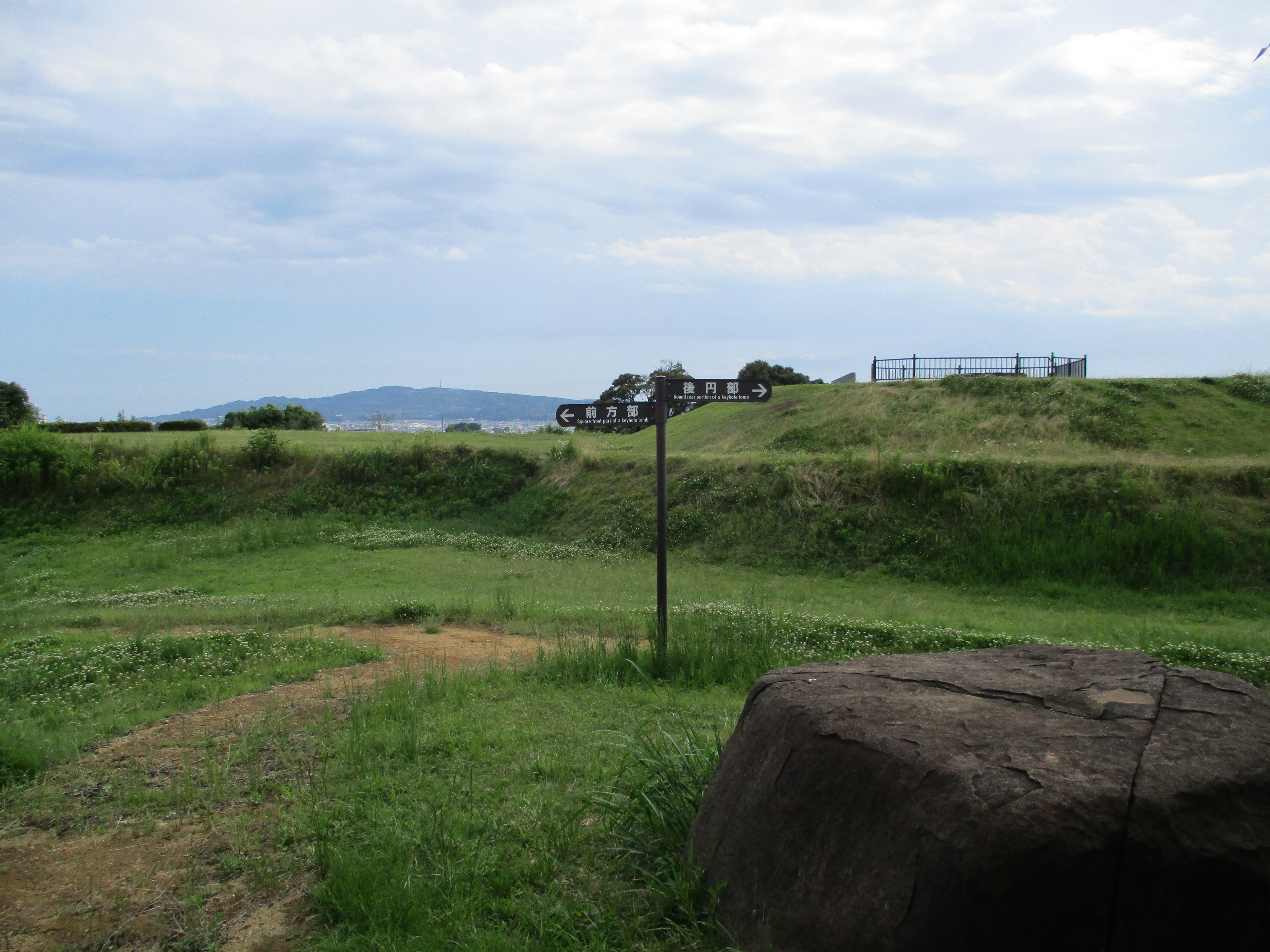
横から見る
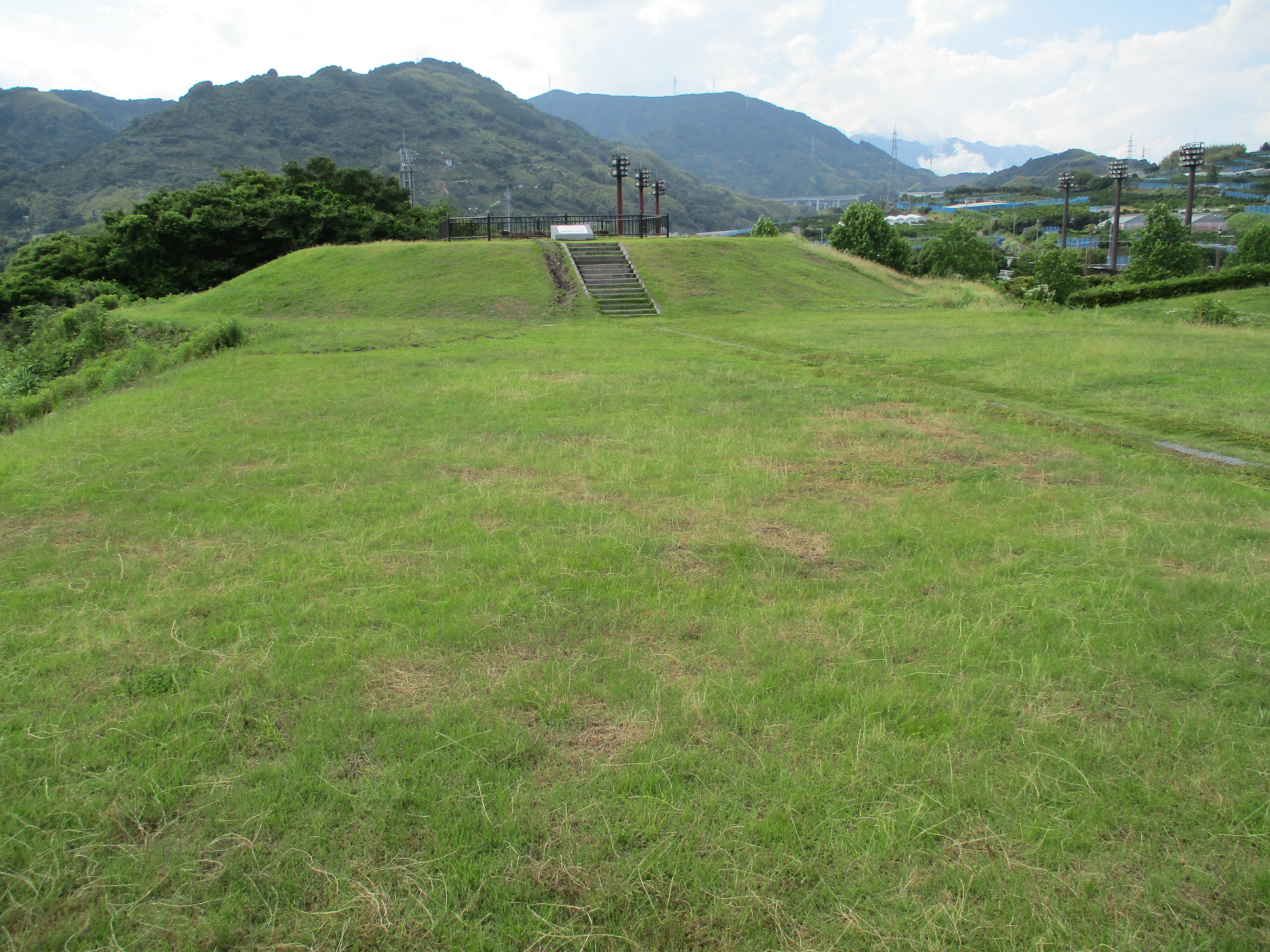
前方部に立って後円部を見る。
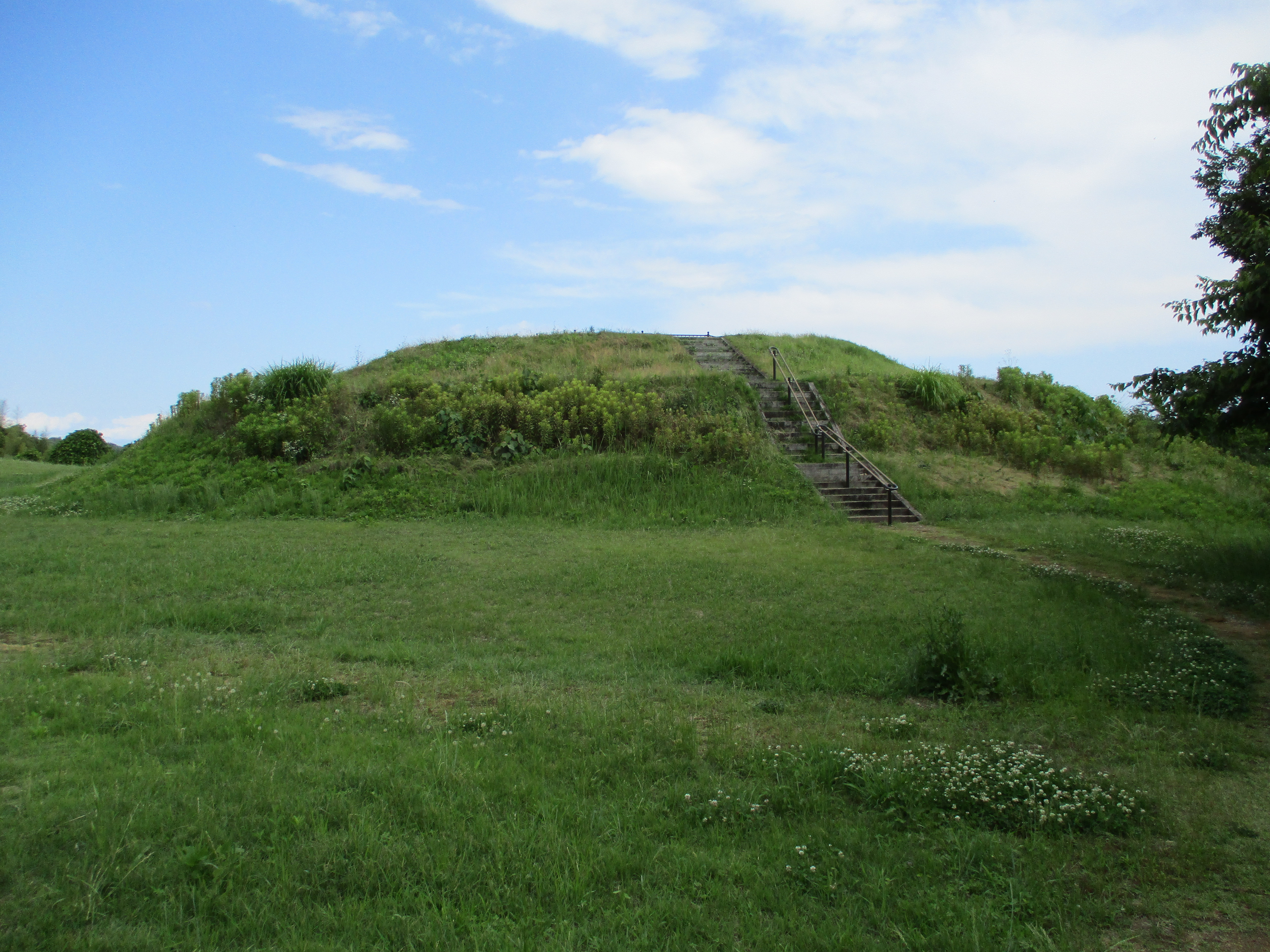
後円部